# Xenotriquinis
Els xenotriquinis (Xenotrichini) són una tribu de primats extints que visqueren entre el Miocè i l'Holocè a les Antilles Majors. No se sap amb certesa quan s'extingiren, però se sap que encara estaven vius al segle xvi. Des d'aleshores, no hi ha hagut cap primat endèmic de les Grans Antilles.